# Portal 20 de Julio
El Portal 20 de Julio es una de las estaciones terminales o de cabecera que forman parte del sistema de transporte masivo de Bogotá, TransMilenio, inaugurado en el año 2000, está ubicado en la localidad de San Cristóbal, en el suroriente de la ciudad, sobre la Carrera 5A entre calles 30A Sur y 32 Sur. Tiene un acceso peatonal sencillo sobre la Calle 31 Sur.

## Ubicación
Se encuentra ubicado en el suroriente de la ciudad. Atiende la demanda de los barrios Suramérica, Veinte de Julio, San Isidro, Villa de los Alpes I, Bello Horizonte y sus alrededores. En sus cercanías están el Parque Serafina, los colegios Suramérica y Florentino González, la Parroquia Santuario del Divino Niño del Veinte de Julio y el SuperCADE 20 de Julio.

## Origen del nombre
El Portal recibe su nombre por ser la estación de cabecera de la línea carrera Décima, y del barrio donde se ubica. Es un punto de referencia cultural y religioso en la ciudad de Bogotá. 

## Historia
Esta estación hace parte de la Fase III de Transmilenio que empezó a construirse a finales de 2009 y fue puesta en servicio junto con la troncal carrera décima en septiembre de 2012.
Se desarrolló en un predio donde funcionaba la fábrica de tubos Moore.
La estación cuenta con dos plataformas para los buses del sistema, un edificio de acceso, un edificio administrativo y un recinto ferial conformado por un sótano, dos pisos y una plazoleta. Además se construyó un patio garaje con capacidad para 56 buses articulados y 126 buses biarticulados y un cicloparqueadero con cupo para 256 bicicletas.
En octubre de 2023, iniciaron las obras del TransMiCable, cuya estación central se ubicará dentro del Portal 20 de Julio, contará una nueva plataforma para permitir la conexión entre el sistema TransMilenio y la línea de cable aéreo.

## Servicios de la estación

### Servicios troncales
| Tipo                                | Rutas al Occidente | Rutas al Norte |
| ----------------------------------- | ------------------ | -------------- |
| Ruta fácil                          |                    | 2              |
| Expresos todos los días todo el día |                    | B18 C25        |
| Expresos lunes a sábado todo el día | K10                |                |
| Rutas que finalizan el recorrido    |                    |                |
| Ruta fácil                          | 2                  | 2              |
| Expresos todos los días todo el día | L18 L25            | L18 L25        |
| Expresos lunes a sábado todo el día | L10                | L10            |

### TransMiCable
| Tipo                          | Línea | Longitud | Terminales             | Número de estaciones | Tipo de estación       | Flota       |
| ----------------------------- | ----- | -------- | ---------------------- | -------------------- | ---------------------- | ----------- |
| Cable aéreo (en construcción) |       | 2,80 km  | 20 de Julio - Altamira | 3                    | 1 a nivel y 2 elevadas | 144 cabinas |

### Servicios duales
| Tipo                            | Rutas al Norte | Rutas al Sur |
| ------------------------------- | -------------- | ------------ |
| Dual todos los días todo el día | D81 M82        | L81 L82      |

### Esquema
| Sur →                 |                       |                       |                       |                          |                          |            |        |         |              |                   |
| Llegada alimentadores | Llegada alimentadores | Llegada alimentadores | Llegada alimentadores | 13.10                    | 13-8                     | 13.7L820   | 13.12  | 13.6    | 13.9         | 13-13             |
|                       |                       |                       |                       | Plataforma Alimentadores | Plataforma Alimentadores |            | Puente |         |              |                   |
|                       |                       |                       |                       |                          |                          |            | Puente |         |              |                   |
| ← Norte               | ← Norte               | ← Norte               | Puente                | ← Norte                  | ← Norte                  | ← Norte    | Puente | ← Norte | ← Norte      | ← Norte           |
|                       | C25                   |                       | Puente                |                          | K10                      |            | Puente |         |              | Llegada troncales |
| Plataforma 1          |                       |                       | Puente                |                          | Plataforma 1             |            | Puente |         | Plataforma 1 | Plataforma 1      |
| Llegada troncales     | 2                     |                       |                       |                          | M82                      | M82        | Puente | B18     | B18          | D81               |
| Sur →                 | Sur →                 | Sur →                 | Sur →                 | Sur →                    | Sur →                    | Sur →      |        | Sur →   | Sur →        | Sur →             |
|                       |                       |                       |                       |                          |                          | Carrera 5A |        |         |              |                   |

### Servicios alimentadores
El 17 de noviembre de 2012 inició la operación de las rutas alimentadores que tienen como base este portal.
- 13.6 circular al barrio Juan Rey.
- 13.7 circular al barrio Península.
- 13-8 circular al barrio Altamira.
- 13.9 circular al barrio Tihuaque.
- 13.10 circular al barrio Villa del Cerro.
- 13.12 circular al barrio Los Libertadores.
- 13.13 circular al barrio Resurrección.
- L820 circular al barrio San Isidro II.

### Servicios urbanos
Así mismo funcionan las siguientes rutas urbanas del SITP en los costados externos a la estación, circulando por los carriles de tráfico mixto sobre la carrera 5A, con posibilidad de trasbordo usando la tarjeta TuLlave:
| Código | Sector               | Dirección        | Rutas                                        |
| ------ | -------------------- | ---------------- | -------------------------------------------- |
| 048A13 | L Portal 20 de Julio | KR 5 - CL 31 Sur | 13-8H723L155L331L800L805L812 114A 740 P7 786 |

## Ubicación geográfica
| Noroeste: San Cristóbal | Norte: L Country Sur | Nordeste: San Cristóbal |
| Oeste: H Olaya          |                      | Este: San Cristóbal     |
| Suroeste: San Cristóbal | Sur: Terminal        | Sureste: San Cristóbal  |